# Савезници у Првом светском рату
Савезници су биле земље које су се супроставиле Централним силама у Првом свјетском рату.
Припадници привобитне Тројне антанте 1907. године су биле Француска, Уједињено Крљевство и Русија. Италија је прекинула своје савезништво са Центалним силама, тврдећи да су Њемачка и Аустроугарска започеле рат, а да је савез са њима био само одбрамбене природе; започела је рат на страни Антанте 1915. године. Јапан је био још један важан члан. Белгија, Србија, Црна Гора и Румунија су биле придружене чланце Антанте.
Мировни уговор из Севра из 1920. године дефинисао је Главне савезничке силе као Уједињено Краљевство, Русија, Француска, Италија и Јапан. Савезничке силе, осим Главних савезничких сила, су биле Јерменија, Белгија, Грчка, Хеџаз, Пољска, Португалија, Румунија, Краљевство Срба, Хрвата и Словенаца и Чехословачка.
До објаве рата САД Њемачкој у априлу 1917. године дошло је јер је Њемачка прекршила неутралност САД нападајући међународне бродове и слањем Цимермановог телеграма Мексику. Објавила је рат Аустроугарској у децембру 1917. САД су ушле у рат као „придружена сила”, а некао формални савезник Француске и Уједињеног Краљевства, како би избјегли „страно мијешање”. Иако је са Османским царством и Бугарском САД прекинула односе, рат против њих није објавила.
Доминиони и Крунске колонија које су сачињавале Британску империју дале су огроман допринос ратним напорима Савезника, али нису имали независну спољну политику током Првог свјетског рата током кога је британски Ратни кабинет вршио оперативну контролу над снагама Британске империја. Владе Доминиона су контролисале регрутацију. Од почетка 1917. године, Ратни кабинет је замијењен Империјским ратним кабинетом у коме су Доминиони имали своје представнике.